# Оясаар, Надежда
Наде́жда О́ясаар (21 октября 1929 — 27 апреля 2007) — передовик советской электропромышленности, штамповщица таллинского завода «Вольта» Эстонского совнархоза, Герой Социалистического Труда (1960).

## Биография
Родилась в 1929 году в городе Таллине, Эстония, в эстонской рабочей семье.  
С 1941 по 1944 годы находилась на оккупированной территории. После освобождения Эстонии, в 1945 году трудоустроилась на завод «Вольта» Народного комиссариата электропромышленности СССР. Обучилась работе штамповщицы и проработала всю свою жизнь по этой специальности. 
В 1948 году её передовой труд был отмечен Почётной грамотой Президиума Верховного Совета Эстонской ССР. В 1950 году была удостоена медалью «За трудовую доблесть». Она была самой первой работницей, которая внедрила на заводе метод прямой штамповки, после чего производительность труда выросла в два раза.  
Указом Президиума Верховного Совета СССР от 7 марта 1960 года за получение высоких результатов в работе и в честь празднования Международного женского дня Надежде Оясаар было присвоено звание Героя Социалистического Труда с вручением ордена Ленина и медали «Серп и Молот». 
Продолжала и дальше трудиться на заводе. С 1961 года член КПСС.
Избиралась депутатом Верховного Совета СССР 6-го созыва, делегат XVI съезда Компартии Эстонской ССР.     
Проживала в городе Таллине. Умерла 27 апреля 2007 года. Похоронена на городском кладбище «Пярнамяэ». 

## Награды
За трудовые успехи была удостоена:
- золотая звезда «Серп и Молот» (07.03.1960)
- орден Ленина (07.03.1960)
- Медаль "За трудовую доблесть" (20.07.1950)
- другие медали.